# Estola operosa
Estola operosa là một loài bọ cánh cứng trong họ Cerambycidae.